# Szűcsi
Szűcsi là một thị trấn thuộc hạt Heves, Hungary. Thị trấn này có diện tích 17,38 km², dân số năm 2010 là 1591 người, mật độ 92 người/km².